# 2013 SE99
2013 SE99, também escrito como 2013 SE99, é um corpo celeste que está localizado no disco disperso, uma região do Sistema Solar. O mesmo possui uma magnitude absoluta de 7,8 e tem um diâmetro com cerca de 121 km.

## Descoberta
2013 SE99 foi descoberto no dia 29 de setembro de 2013 pelo The Dark Energy Survey.

## Órbita
A órbita de 2013 SE99 tem uma excentricidade de 0,539 e possui um semieixo maior de 79,541 UA. O seu periélio leva o mesmo a uma distância de 36,661 UA em relação ao Sol e seu afélio a 122 UA.